# جب الصفا، الکسوه
جب الصفا (به عربی: جب الصفا) یک روستا در سوریه است که در استان ریف دمشق واقع شده‌است. جب الصفا ۲٬۴۹۹ نفر جمعیت دارد.